# 黄沙河镇
黄沙河镇，是中华人民共和国广西壮族自治区桂林市全州县下辖的一个乡镇级行政单位。

## 行政区划
黄沙河镇下辖以下地区：
黄沙河社区、石城村、秀峰村、黄岗村、竹下村、大路底村、麻川村、竹塘村、新甫里村和右江村。